# Leopoldo Luque
Leopoldo Luque (Santa Fe, 3 de maig de 1949 – Mendoza, 15 de febrer de 2021) fou un futbolista argentí.

## Selecció de l'Argentina
Va formar part de l'equip argentí a la Copa del Món de 1978.